# Solo Acoustic, Vol. 2
Solo Acoustic, Vol. 2 è un album live di Jackson Browne, pubblicato nel 2008.
Il disco presenta brani eseguiti dall'artista americano rigorosamente dal vivo, accompagnato solamente da chitarra acustica e pianoforte.

## Tracce
1. Never Stop
2. The Night Inside Me
3. Enough Of The Night
4. Something Fine
5. Sky Blue And Black
6. In The Shape Of A Heart
7. Alive In The World
8. Casino Nation
9. All Good Things
10. Somebody's Baby
11. Redneck Friend
12. My Stunning Mystery Companion